# Estación Marinos del Crucero General Belgrano
Marinos del Crucero General Belgrano es una estación ferroviaria ubicada entre las localidades de Pontevedra y Parque San Martín, en el partido de Merlo, provincia de Buenos Aires, Argentina. Es la cabecera del servicio de la línea Belgrano Sur que la une con la estación Tapiales.

## Historia
En 1977 el servicio del Ferrocarril Midland de Buenos Aires fue clausurado y su extensión fue limitada a las localidades del Gran Buenos Aires, culminando en la estación Libertad. A medida que barrios del municipio de Merlo como Matera y Rivadavia aumentaron su población desde los años 1960 y 1970, las autoridades ferroviarias decidieron prolongar el recorrido del tren y el 20 de junio de 1983 se inauguró la estación, con un servicio que tenía como destino la estación Puente Alsina. Recibió el nombre de Marinos del Crucero General Belgrano en conmemoración a las víctimas del hundimiento del crucero General Belgrano durante la Guerra de las Malvinas, ocurrido un año antes.

### Proyectos de extensión del ramal
El 18 de diciembre de 2007 se presentó un proyecto ante el Concejo Deliberante de Merlo de constitución de una comisión para el estudio de factibilidad de la extensión del ramal desde la estación Marinos del Crucero General Belgrano hasta el cruce de las vías de la línea Sarmiento (ramal Merlo-Lobos) y la ruta provincial 40, en el que además se propuso la creación de una estación de enlace con el mencionado ferrocarril en el barrio Santa Isabel de Mariano Acosta, pero el proyecto no prosperó.
Luego de este proyecto que no tuvo éxito, se ha enviado otro de los municipios de Merlo, Marcos Paz y General Las Heras que consiste en extender el ramal hasta Plomer.
En agosto de 2011, el intendente de Merlo, Raúl Othacehé, reflotó la idea de prolongar la vía férrea hasta el barrio Santa Isabel y realizar el empalme con el ramal Merlo-Lobos de la línea Sarmiento:

Le vamos a proponer a Cristina la electrificación, la conversión a dos vías, y la prolongación hasta Santa Isabel del ex Ferrocarril Midland (...) es un proyecto imprescindible para el desarrollo de toda la región y para descargar al Sarmiento que está sobrecargado y parece no tener solución...
Raúl Othacehé

## Infraestructura

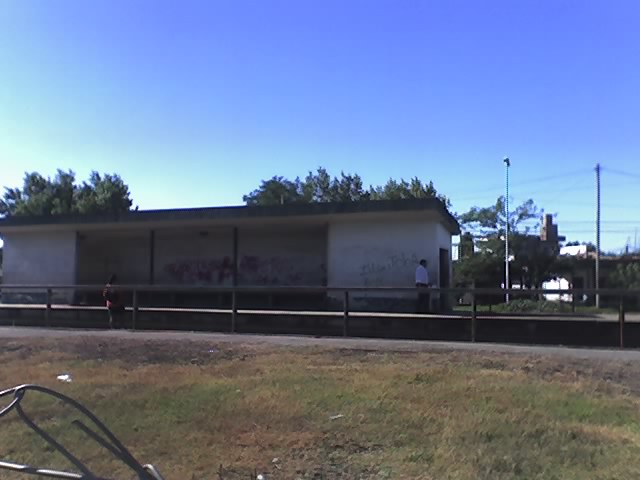
La estación en 2008

Tras años de descuido, en que las instalaciones se encontraban vandalizadas con grafitis y los baños estaban clausurados, y la empresa mantenía el andén y sus alrededores en condiciones mínimas de limpieza, hacia 2017 la estación fue remodelada, como todas las de la línea, incluyendo nuevos andenes, refugios y la incorporación de molinetes que funcionan con la tarjeta SUBE.

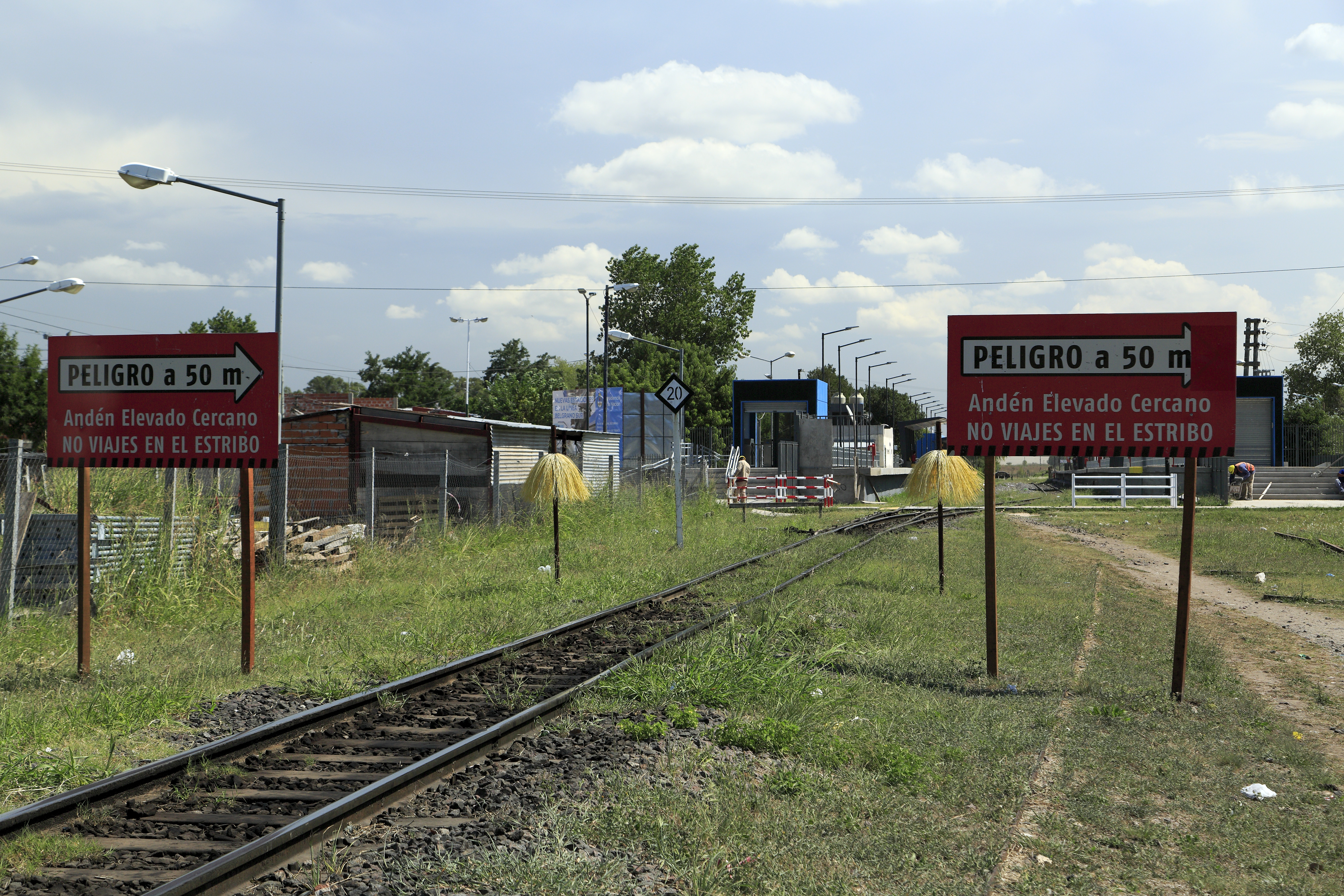
La vía sencilla que llega desde Libertad hasta la estación, en 2018.

Desde la estación Libertad hasta esta estación, el tramo es de vía sencilla (vía única). En 2018 se lanzó una licitación para colocar doble vía en ese tramo. Las obras del duplicado de vías iniciaron en 2022.

## Ubicación
Se ubica entre los barrios General Belgrano (Parque San Martín) y Rivadavia (Pontevedra). La estación se encuentra estratégicamente ubicada sobre una importante red vial de fluido tránsito vehicular, conformada por la calle Reverendo Padre Mujica, su continuación la avenida Echeverry y la avenida Domingo Sica, en el límite oeste del aglomerado urbano del Gran Buenos Aires, que vincula a la ruta provincial 40 (ex 200) con la ruta provincial 21.
Las líneas de colectivos 500, 504, 236 y 392 mantienen un servicio regular y de mucha frecuencia con la estación, vinculándola con las localidades de Merlo, Libertad, San Antonio de Padua, Parque San Martín, Morón y la zona de Merlo Gómez.

## Servicios
La estación opera dentro de la línea Belgrano Sur, siendo la estación cabecera del extremo oeste del ramal que la conecta con la estación Tapiales. La línea Belgrano Sur es una de las líneas suburbanas de Buenos Aires y forma parte a nivel nacional del Ferrocarril General Belgrano de la red ferroviaria argentina.